# June Cocó

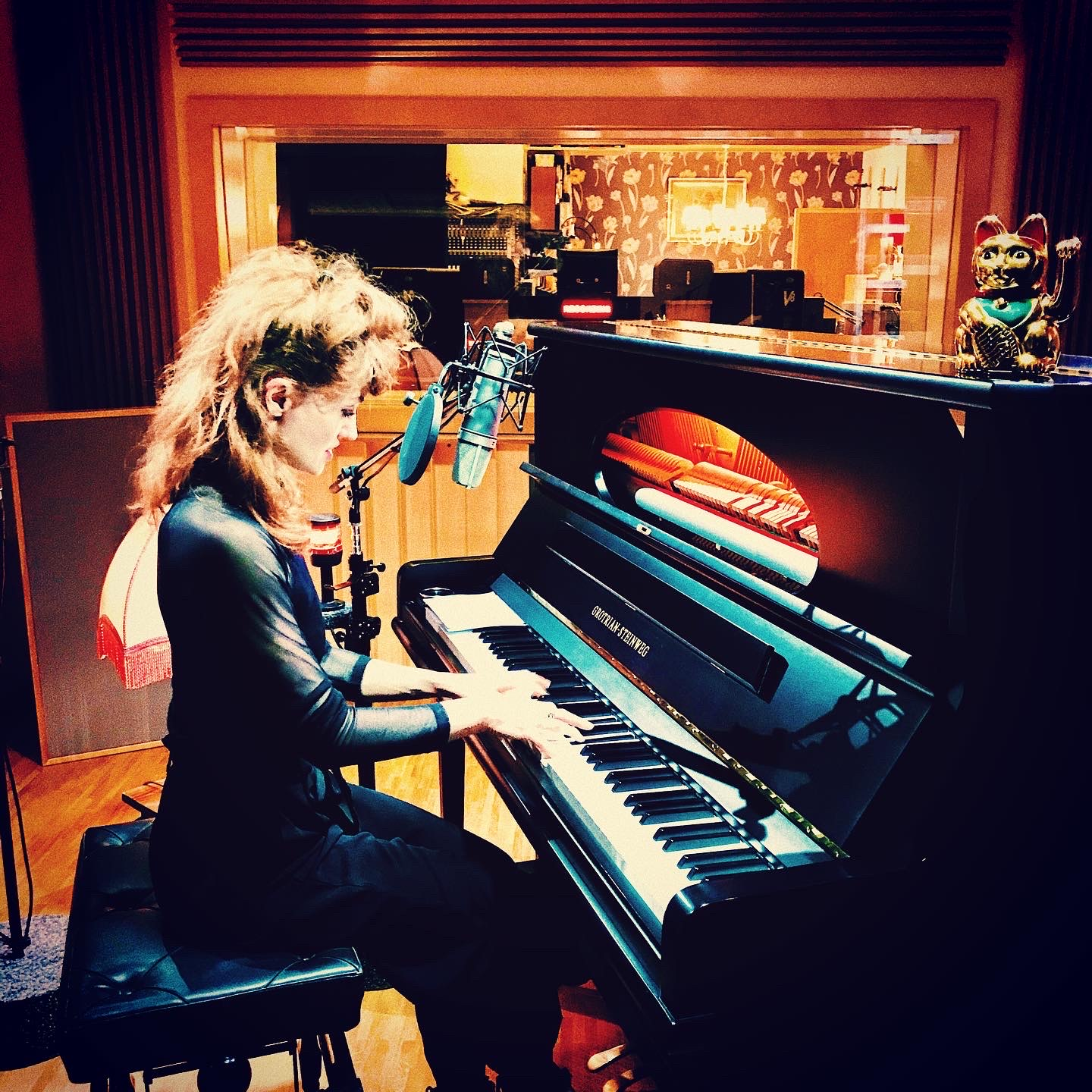
June Cocó (2020)

June Cocó (* 14. Februar 1985 oder 1986 in Nürnberg, bürgerlich Stefanie Stieglmaier) ist eine deutsche Sängerin, Musikerin, Songwriterin und Musikproduzentin.

## Werdegang
June Cocó wuchs als Stefanie Stieglmaier in Schwabach auf. Inspiriert von Ludwig van Beethovens Für Elise entdeckte sie im Alter von 6 Jahren ihre Liebe zum Klavier. Ihren ersten Song schrieb sie bereits ein Jahr später. Nach dem Abitur absolvierte June Cocó eine Ausbildung in Tanz, Schauspiel und Gesang in Berlin und studierte später an der Hochschule für Musik und Theater „Felix Mendelssohn Bartholdy“ in Leipzig Rock/Pop/Jazz Gesang, welche sie im Herbst 2013 mit Diplom abschloss. Dort lernte sie den New Yorker Jazzpianisten Richie Beirach kennen, der ihr Mentor wurde.
Noch während des Musikstudiums spielte sie in Bars und Hotelbars (Mephistobar – Auerbachs Keller, Steigenberger, Westin). 2015 veröffentlichte sie ihr Debüt-Album The Road, für das sie viel Aufmerksamkeit erhielt, verbunden mit Einladungen ins ZDF-Morgenmagazin, MDR um Vier, RBB Zibb. Im Jahr 2018 wurde sie die Stimme des Songs Forever and a day zur Occhio TV Kampagne mit Mads Mikkelsen. Zudem war sie an der Komposition zum Detlev-Buck-Film Wuff beteiligt.
2019 erschien June Cocós zweites Album Fantasies & Fines Lines, das nicht nur in Deutschland, sondern auch in Japan und Frankreich veröffentlicht wurde. Für die Produktion des Albums arbeitete sie mit dem Produzenten Gordon Raphael zusammen, der in der Vergangenheit Alben für die Strokes oder auch Regina Spektor produziert hatte.
Im Rahmen einer Förderung des Innovation Network of European Showcases als INES-Talent trat sie bei zahlreichen internationalen Festivals wie dem MaMA-Festival in Paris, dem Live at Heart in Örebro, Vienna Waves oder auch beim What’s next in Music?-Festival in Litauen auf.
2020 wurde ihr Song Happy Song, im Original von Alex the Astronaut, für die US-amerikanische Kick-off Kampagne zum Facebook-Video-Call-Modul Messenger Rooms ausgesucht. Der Song war ursprünglich nur als Hidden Track ihres Albums veröffentlicht worden. Zudem sind mehrere ihrer Songs im Film Leif in Concert zu hören. Der Film eröffnete im September 2020 das Berliner Filmfestival Achtung Berlin, im Zuge dessen trat June Cocó im Berliner Kino Babylon auf.
Mit der Förderung durch die Initiative Musik Anfang 2021 erhielt June Cocó die Möglichkeit, ihre Alben Métamorphoses und Fantasies & Fine Lines international zu vermarkten.
Ende April ist ihr neues Album „Infinity Mode“ erschienen.
June Cocó lebt in Berlin.

## Trivia
Eine Live-Show von June Cocó in Leipzig besuchte George Clooney mit seinen Eltern. Udo Lindenberg setzte sich in einer Show mit an den Flügel, um mit ihr gemeinsam einen Song zu spielen. Die Liveband von Herbert Grönemeyer lud sie zum Konzert ein, nachdem sie June Cocó live gesehen hatten. Auch für Luke Mockridge spielte sie bei einer Show in München. Mark Zuckerberg teilte das von June Cocó gesungene Lied Happy Song an seinem Geburtstag zur Einführung von Messenger Rooms auf seiner Facebook-Seite.

## Diskografie
Alben

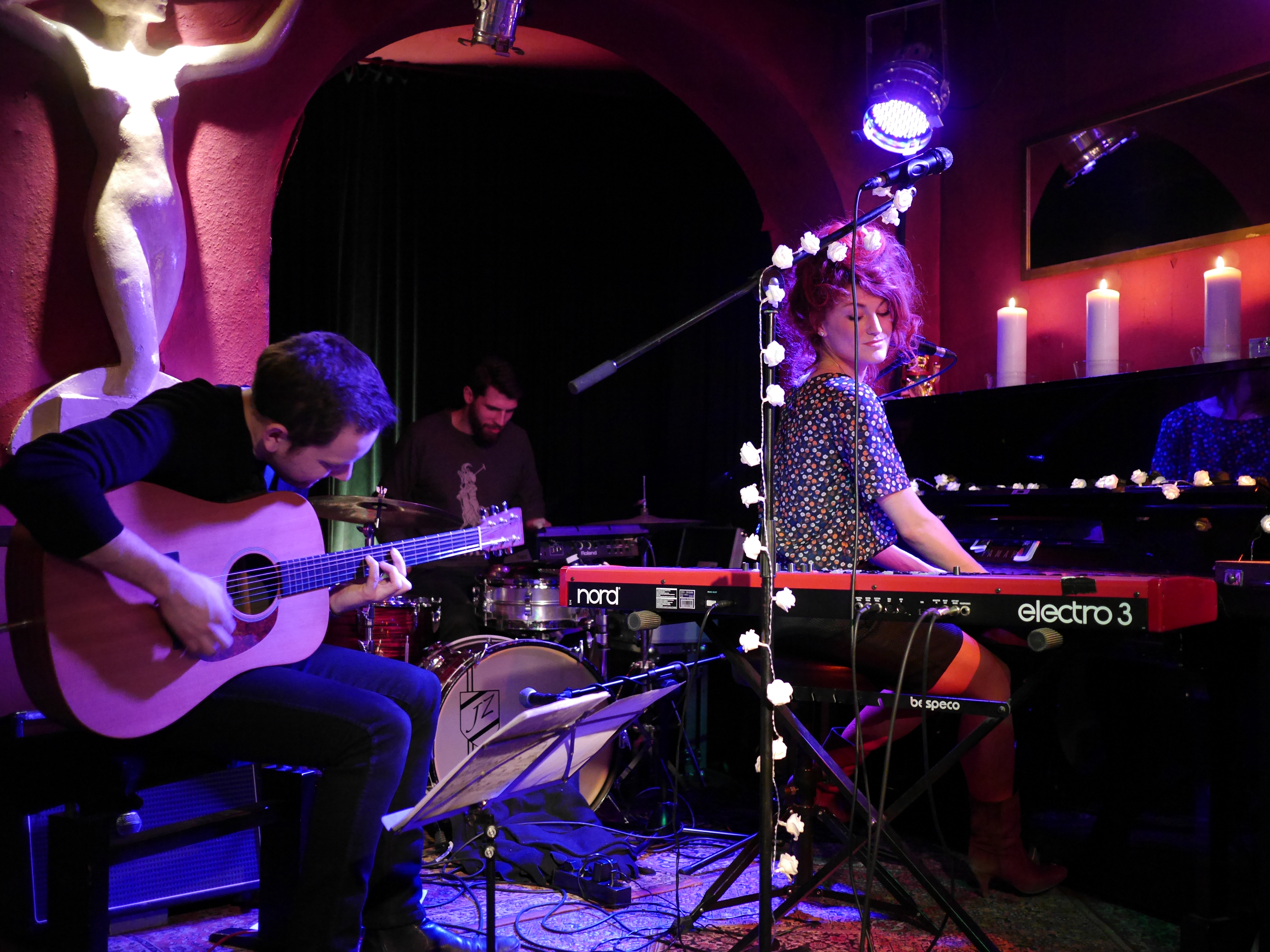
June Cocó & Band (2015)

- The Road (2015; Kick The Flame Records)
- Fantasies & Fine Lines (2019; Flashback Records)
- Métamorphoses (2021; Flashback Records)
- Infinity Mode (2023; Flashback Records)

Singles und EPs
- Lovers & Losers (2018; RecordJet)
- Paperskin (2018; RecordJet)
- „979“ EP (2020; Flashback Records / Finalistes)